# Corydoras panda
Cá chuột gấu trúc (Danh pháp khoa học: Corydoras panda) là một loài cá nước ngọt trong chi Corydoras xuất xứ từ Nam Mỹ

## Đặc điểm
Cá Chuột Gấu Trúc trong tự nhiên sinh sống tại nhánh của những con sông lớn ở Trung và Nam Mỹ, chúng là loài cá ăn đáy hòa bình với kích thước nhỏ. Cơ thể cá Chuột Gấu Trúc chỉ có hai màu vàng và đen, với hai vệt đen ở mắt, gần khấu đuôi và trên vây lưng, có những nét tương đồng với loài Gấu Trúc, đó là nguồn gốc tên của loài cá này. Cá Chuột Gấu Trúc còn là một công nhân vệ sinh chăm chỉ. Màu sắc cơ bản của chúng là đen, vàng, chế độ ăn uống của chúng thuộc loài ăn tạp, trong việc nuôi nhốt cần có một chế độ ăn cân bằng giữa rau và thịt.